# Patinage de vitesse aux Jeux olympiques de 1928
Pour des articles plus généraux, voir Patinage de vitesse aux Jeux olympiques et Jeux olympiques d'hiver de 1928.
Navigation
Chamonix 1924 Lake Placid 1932
Les épreuves de patinage de vitesse aux Jeux olympiques d'hiver de 1928 se déroulent les 13 et 14 février 1928 au St. Moritz Olympic Ice Rink.

## Déroulement des compétitions
L'épreuve du 500 m se déroule le 13 février 1928 par un temps épouvantable. La neige tombant en abondance et les rafales de vent gênent considérablement les concurrents. Le résultat donne une égalité pour la première place, Bernt Evensen et Clas Thunberg remportent tous deux une médaille d'or avec un temps de 43 s 4, fait inédit lors de Jeux olympiques d'hiver. Pour couronner le tout, on attribue trois médailles de bronze à John Farrell, Jaakko Friman et Roald Larsen, personne ne parvenant à départager les trois candidats à la troisième place avec un temps de 43 s 6.
Disputée le même jour, l'épreuve de 5 000 mètres voit la nette victoire d'Ivar Ballangrud devant Julius Skutnabb. Ayant dû courir en fin de journée, Clas Thunberg est gêné par le vent et la glace et ne peut faire mieux qu'une douzième place finale. Le jeune Français Léon Quaglia se classe à la 18e place.
Le lendemain, l'épreuve de vitesse sur 10 000 mètres crée une controverse. Après le passage des plusieurs concurrent, l'Américain Irving Jaffee est en tête du classement devant les champions norvégiens avec un temps de 18 min 36 s 5, battant Bernt Evensen d'un dixième de seconde. Avant la fin de la compétition, le soleil fait son apparition et rend la patinoire inapte à disputer l'épreuve de vitesse. Le juge-arbitre norvégien Holsen décide d'annuler l'épreuve. Mécontent, le président du Comité olympique des États-Unis Gustavus Town Kirby (en) dépose une réclamation contre la décision de l'arbitre et obtient gain de cause auprès du Comité international olympique après une longue discussion. L'Union internationale de patinage finira tout de même par valider la décision de l'arbitre et annuler le titre olympique de Jaffee.

## Participants
Quarante patineurs de vitesse, représentants quatorze pays participent aux épreuves de patinage de vitesse des jeux olympiques de 1928.
- Allemagne (3)
- Autriche (3)
- Canada (3)
- Estonie (2)
- États-Unis (4)
- Finlande (6)
- France (2)
- Grande-Bretagne (3)
- Hongrie (1)
- Lettonie (1)
- Lituanie (1)
- Norvège (8)
- Pays-Bas (2)
- Suède (1)

## Podiums
| Épreuves                    | Or                                      | Argent                | Bronze                                                    |
| --------------------------- | --------------------------------------- | --------------------- | --------------------------------------------------------- |
| 500 m résultats détaillés   | Bernt Evensen (NOR) Clas Thunberg (FIN) | Non décernée          | John Farrell (USA) Jaakko Friman (FIN) Roald Larsen (NOR) |
| 1 500 m résultats détaillés | Clas Thunberg (FIN)                     | Bernt Evensen (NOR)   | Ivar Ballangrud (NOR)                                     |
| 5 000 m résultats détaillés | Ivar Ballangrud (NOR)                   | Julius Skutnabb (FIN) | Bernt Evensen (NOR)                                       |
| 10 000 m                    | Annulée                                 | Annulée               | Annulée                                                   |

## Tableau des médailles
| Rang  | Nation     | Or | Argent | Bronze | Total |
| ----- | ---------- | -- | ------ | ------ | ----- |
| 1     | Norvège    | 2  | 1      | 3      | 6     |
| 2     | Finlande   | 2  | 1      | 1      | 4     |
| 3     | États-Unis | 0  | 0      | 1      | 1     |
| Total | Total      | 4  | 2      | 5      | 11    |